# Moumina Chériff Sy
Pour les articles homonymes, voir Sy.
Moumina Chériff Sy, né le 17 mai 1960 à Néma en Mauritanie, est un homme d'État, journaliste et éditeur burkinabé. Il a été le président du Conseil national de transition du  27 novembre 2014 fin novembre 2015. Il a été directeur de Publication du journal Bendré et président de la Société des éditeurs de la presse privée (SEP). 

## Biographie
Chériff Sy est le fils du général de corps d'armée Baba Sy,  qui fut grand chancelier des ordres Burkinabè, de 1980 à 1989.
Il est le président du Forum des éditeurs africains (The African Editor’s Forum – TAEF) et  président du comité de pilotage du Centre national de presse Norbert Zongo.
Les 30 et 31 octobre 2014, le président Blaise Compaoré, au pouvoir depuis 1987, est chassé par le peuple burkinabè qui est sorti massivement pour dire non à la modification de l'article 37 de la constitution du Burkina Faso. Après sa démission, une phase de transition est amorcée. L'Assemblée nationale, l’ordre législatif est aussi dissout. Dans la Charte de la transition rédigée par les forces vives, il est remplacé par le Conseil national de la transition (CNT) qui fait office d'organe législatif.
À la mi-novembre 2014, il est candidat au poste de président de la transition, à la suite de la révolution du 30 octobre 2014,. Le 27 novembre 2014, il est élu président du Conseil national de la transition (CNT) du Burkina Faso par 71/90 voix contre son rival Ibrahima Koné de l’ancien groupe parlementaire ADJ qui obtient 14/90 voix.
Le 17 septembre 2015, à la suite du coup d'État du général Gilbert Diendéré, au cours duquel le président Michel Kafando et son Premier ministre Isaac Zida sont retenus en otages, Chériff Sy assume les responsabilités de chef de l'État en sa qualité de président du Conseil national de la transition.
Chériff Sy est nommé Haut représentant du chef de l’Etat Roch Marc Christian Kaboré, au cours du Conseil des ministres en sa séance ordinaire du jeudi 9 mars 2017.
Le 24 janvier 2019, Chériff Sy est nommé ministre d'État, ministre de la Défense nationale et des Anciens Combattants dans le gouvernement de Christophe Joseph Marie Dabiré, en remplacement de Jean-Claude Bouda.
À la suite d'un remaniement ministériel le 30 juin 2021, Chériff Sy quitte le gouvernement de Dabiré II. Le président Kaboré se nomme lui-même ministre de la Défense. Le général Aimé Barthélémy Simporé est nommé ministre délégué chargé de la Défense.